# Leordina
Leordina est une commune roumaine du județ de Maramureș, dans la région historique de Transylvanie et dans la région de développement du Nord-Ouest.

## Géographie
La commune de Leordina est située au nord-est du județ, dans la vallée de la Vișeu, à 16 km à l'ouest de Vișeu de Sus, à 39 km à l'est de Sighetu Marmației et à 90 km à l'est de Baia Mare, la préfecture du județ.
La commune, qui ne comprend que le village de Leordina, est traversée par la route nationale DN18 qui relie le județ de Maramureș avec la Moldavie et le județ de Suceava. Elle bénéficie aussi d'une gare sur la ligne de chemin de fer Sighetu Marmației-Salva dans le județ de Bistrița-Năsăud.

## Histoire
La première mention écrite du village date de 1373 sous le nom de Vysso et de 1411 sous celui de Leorgyna.
Jusqu'en 1918, elle a fait partie du comitat de Maramureș, qui réunissait alors les parties nord et sud de la province.

## Politique
Le Conseil Municipal de Leordina compte 11 sièges de conseillers municipaux. À l'issue des élections municipales de juin 2008, Ștefan Gavriluți (PNL) a été élu maire de la commune.
| Parti                          | Nombre de conseillers |
| ------------------------------ | --------------------- |
| Parti national libéral (PNL)   | 7                     |
| Parti démocrate-libéral (PD-L) | 2                     |
| Parti social-démocrate (PSD)   | 2                     |

## Religions
En 2002, la composition religieuse de la commune était la suivante :
- Chrétiens orthodoxes, 86,77 % ;
- Adventistes du septième jour, 11,37 % ;
- Pentecôtistes, 1,50 %.

## Démographie
En 1910, le village comptait 1 309 Roumains (78,7 % de la population), 11 Hongrois (0,7 %), 315 Allemands (18,9 %) et 34 Ukrainiens (2 %).
En 1930, les autorités recensaient 1 838 Roumains (83,7 %), 25 Ukrainiens (1,1 %) ainsi qu'une importante communauté juive de 314 personnes (14,3 %) qui fut exterminée par les Nazis durant la Seconde Guerre mondiale.
En 2002, le village comptait 2 584 Roumains (99,7 %).
| 1880  | 1900  | 1910  | 1930  | 1956  | 1977  | 1992  | 2002  | 2007  |
| ----- | ----- | ----- | ----- | ----- | ----- | ----- | ----- | ----- |
| 1 138 | 1 451 | 1 669 | 2 197 | 2 870 | 2 814 | 2 818 | 2 593 | 2 532 |

## Économie
L'économie de la commune (50 % des emplois) est basée sur l'élevage et l'agriculture (1 740 ha de terres agricoles) et l'exploitation des forêts (1 071 ha).
Le tourisme prend de plus en plus d'ampleur par la situation du village, dans une région propice aux randonnées.